# Самозбірна коробка

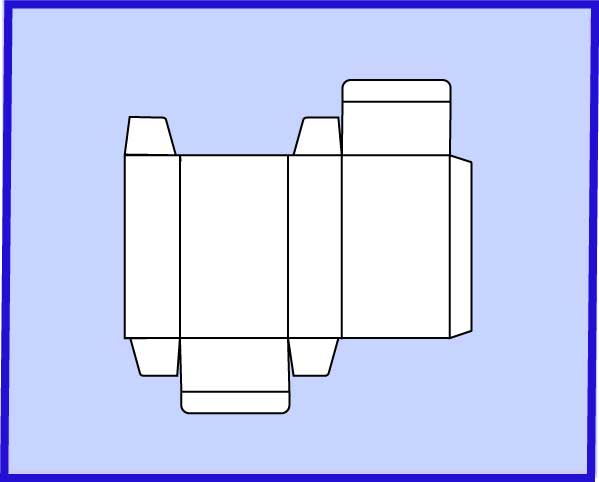
Типова заготовка для самозбірної коробки

Самозбірна коробка використовується в пакувальній промисловісті починаючи з кінця 19 століття. Процес включає згортання коробки з картону, який друкується, ламінується, вирізається, потім складається та склеюється. Картонні коробки доставляються в плоскій формі до пакувальника, який має власне обладнання для складання коробки в остаточну форму – контейнер для продукту. Прикладом такої коробки є коробка для пластівців.
Деякі складні картонні коробки можуть бути виготовлені з гофрованого ДВП у форматі Е- або мікро-гофр.

## Винахід і розробки
У 1840-х роках картонні коробки виготовляли вручну та скріплювали прихватками та мотузкою, і використовували лише для дорогих предметів (наприклад, ювелірних виробів ). 
Масове виробництво картонної упаковки було винайдено завдяки компанії Роберта Гейра у Брукліні, Нью-Йорк. Основним профілем друкарні була печатка на пакетах. Проблема на виробництві стала причиною технологічного прориву – дало компанії ідею: друк і різання можна зробити за допомогою однієї машини. До цього різання друкованого картону проводилося вручну. Після помилки 1879 року Гейр розробив процес масового виробництва коробок. 
Також вихідником самозбірної коробки вважається Чарльз Генрі Фойл.
У 1897 році National Biscuit Company (Nabisco) стала першою великою компанією, яка прийняла нову картонну упаковку для Uneeda Biscuits. Незабаром долучились інші виробники. Завдяки недорогій упаковці навіть звичайні речі можна було помістити в ефектну коробку, і кожна коробка стала окремою рекламою. Продукт також був захищений, а вміст мав довший термін зберігання. 
Самозбірні картонні коробки можна розглядати як фактор, що сприяє так званій культурі «споживацтва» в Америці. Вплив упаковки продуктів на навколишнє середовище привернув увагу як споживачів, так і компаній, і це усвідомлення створило стійку тенденцію з середини до кінця 1990-х років з боку виробників використовувати перероблені матеріали та/або зменшувати загальне використання матеріалів.

## Характеристики товару
Зараз галузь виробництва складних коробок становить 110 мільярдів доларів. Як правило, для більшості упаковок використовується целюлозне волокно, отриманої з повторно обробленої макулатури. Упаковка для харчових продуктів виготовляється з більш високоякісного і легшого твердого сульфатного картону з пластиковим покриттям. Через обмеження різального устаткування товщина дошки обмежена 0,81 мм, а самозбірні коробки, як правило, обмежуються вмістом кількох кілограмів матеріалу.
Самозбірні картонні коробки часто високі та широкі, але дуже тонкі. Наприклад, типова коробка пластівців для сніданку має погане співвідношення матеріалу до об’єму і дуже неефективна; це марнотратно, такий підхід можна вважати надмірною упаковкою. Буває так, що дизайнери упаковки знають про можливість заощадити витрати на упаковку, матеріали та відходи, але спеціалісти з маркетингу та мерчандайзингу наполягають на використанні упаковки як «рекламний щит». Оптимізована складна картонна коробка потребує набагато менше картону для того самого об’єму пластівців, але при цьому має менше місця для графіки.

## Дивитися також
- Tetra Pak